# (74472) 1999 CX55
(74472) 1999 CX55 – planetoida z pasa głównego asteroid okrążająca Słońce w ciągu 5,19 lat w średniej odległości 3 j.a. Odkryta 10 lutego 1999 roku.